# ارنگودی‌بی
ارنگودی‌بی (به انگلیسی: ArangoDB) یک سیستم بانک اطلاعاتی بومی و منبع آزاد است که توسط ArangoDB GmbH ساخته شده‌است. این پایگاه‌داده از سه مدل دادهٔ (کلید/مقدار، اسناد و نمودارها) و یک زبان پرس و جوی یکپارچه AQL (ArangoDB Query Language) پشتیبانی می‌کند. ArangoDB یک سیستم پایگاه‌دادهٔ NoSQL است اما AQL از بسیاری جهات شبیه SQL است.